# Hlivištia
Hlivištia est un village de Slovaquie situé dans la région de Košice.

## Histoire
Première mention écrite du village en 1413.

## Démographie

### Évolution de la population
| Année:               | 1994. | 2004.    | 2014.   | 2024.   |
| -------------------- | ----- | -------- | ------- | ------- |
| Nombre de personnes: | 432   | 376      | 385     | 355     |
| Différence:          |       | -12,96 % | +2,39 % | -7,79 % |

| Année:               | 2023. | 2024.   |
| -------------------- | ----- | ------- |
| Nombre de personnes: | 358   | 355     |
| Différence:          |       | -0,83 % |

## Politique
| Nom             | Parti politique | Date de l'élection | Fin du mandat |
| --------------- | --------------- | ------------------ | ------------- |
| Jarmila Olexová | SMER            | 02.12.2006         | Déc. 2010     |